# スリランカ社会主義平等党
スリランカ社会主義平等党（スリランカしゃかいしゅぎびょうどうとう、シンハラ語: ලංකා සම සමාජ පක්ෂය Lanka Sama Samaja Party, LSSP、லங்கா சமசமாஜக் கட்சி、英: Lanka Equal Society Party）は、スリランカのトロツキー主義政党。
1935年に結成され、1940年代に主要政党の一つとなったLSSPは第四インターナショナル（統一書記局派）に加盟し、その中でも突出した勢力を有していた。
1964年LSSPが連立政権に参加し、ソロモン・バンダラナイケの率いる保守的なスリランカ自由党に接近すると、これに反対する第四インターナショナルと対立し、脱退した。LSSPの勢力は1970年代にピークを迎えたが、この30年間で次第に弱体化しつつある。

## 歴史
LSSPは1935年12月8日、スリランカの独立と社会主義を目指す青年たちのグループによって結成された。LSSPはマルクス主義者を中心とする青年同盟から生まれた。この団体の指導者はヨーロッパの左翼やハロルド・ラスキの思想に影響されたロンドンからの帰国者が多く、1931年からスリランカ国務院の議員を務めたS・A・ウィックレマシンゲはこのうちの1人だった。
青年同盟はイギリスからの独立を志向する運動を起こし、自治領より首相に強大な統治権を与えるとするミニスターズ・メモランダムに対する反対運動を展開した。
2004年の選挙では225議席中105議席を獲得した政党連合統一人民自由同盟に参加し、1議席を獲得した。